# Partido Socialista Chileno (1897-1898)
Partido Socialista Chileno fue un partido político chileno de ideología socialista que tuvo una breve existencia entre 1897 y 1898.
Surgió de la facción socialista de la Unión Socialista, que se alejó de los miembros más cercanos al anarquismo. Fue fundado el 8 de diciembre de 1897, con el joven José Gregorio Olivares como presidente, e inmediatamente buscó constituirse en las ciudades de Valparaíso y Concepción.
Tal como El proletario había servido de publicación oficial de la Unión Socialista, el Partido Socialista Chileno tuvo como promotor de sus ideas a El Martillo, donde proclamaron que «luchamos por la implantación de un sistema social en que todos los medios de producción estén socializados». Sin embargo, la actitud del grupo directivo del partido, llevó a que varios de sus miembros se retiraran de éste, disolviéndose a fines de 1898.